# Lagos de Moreno
Lagos de Moreno és un municipi de l'estat mexicà de Jalisco.
Toponímia: El municipi no compta amb toponímia, però pren el seu nom de l'il·lustre insurgent, don Pedro Moreno, amb base al decret 207 de 9 d'abril de 1829.
Escut: A la part inferior, emergint d'una superfície ondulada d'aigua, remarcada l'efígie sobre un horitzó de cel blau, una torre murata amb portes i claraboia, que simbolitza en el seu conjunt l'autorització i l'ordre d'edificar un poble espanyol que servirà de fortalesa en aquest lloc; amb la porta oberta, signe de l'hospitalitat dels seus fundadors; les aigües representen l'element descriptiu del lloc que duu el seu nom: Santa María de Los Lagos.